# Ovidi de Braga
|  | Per a altres significats, vegeu «Ovidi». |

Ovidi de Braga   (Sicília, segle I dC - Portugal, 135) o Audit fou un llegendari bisbe de Braga (Portugal) entre l'any 90 i 135, succeint el també llegendari sant Basili de Braga. És una figura fictícia, ja que l'arquebisbat de Braga no està documentat fins al començament del segle v.

## Llegenda
Segons hagiografies del segle xvi, Ovidi era un ciutadà romà d'origen sicilià. La tradició diu que va ser enviat a Braga pel papa Climent I perquè hi evangelitzés, on va ser el tercer bisbe de la ciutat cap a l'any 95. Hi va succeir en el bisbat el també llegendari Sant Basili de Braga. Es diu que va batejar santa Quitèria i les seves germanes després que fossin abandonades per la seva mare. Va ser martiritzat per la seva fe cristiana l'any 135.

## Veneració
Malgrat la inversemblança de la història i la manca de fonaments històrics, la llegenda arrelà i el culte a Sant Ovidi s'estengué, fixant-se la festivitat litúrgica el 3 de juny. A la catedral de Braga hi havia un sepulcre antic que va atribuir-s'hi, essent venerat com la tomba del sant. Les seves relíquies van ser elevades el 1527, donant així el reconeixement oficial al seu culte.
A causa de la semblança del nom Ovídio amb la paraula portuguesa ouvir ("sentir"), era conegut com a São Ouvido ("sant Sentit") i era invocat per guarir els mals de l'oïda. Al sepulcre de Braga hi ha dos orificis on els sords introduïen els dits per invocar el sant i tocant-se les orelles amb ells, n'obtenien la guarició, segons la tradició.

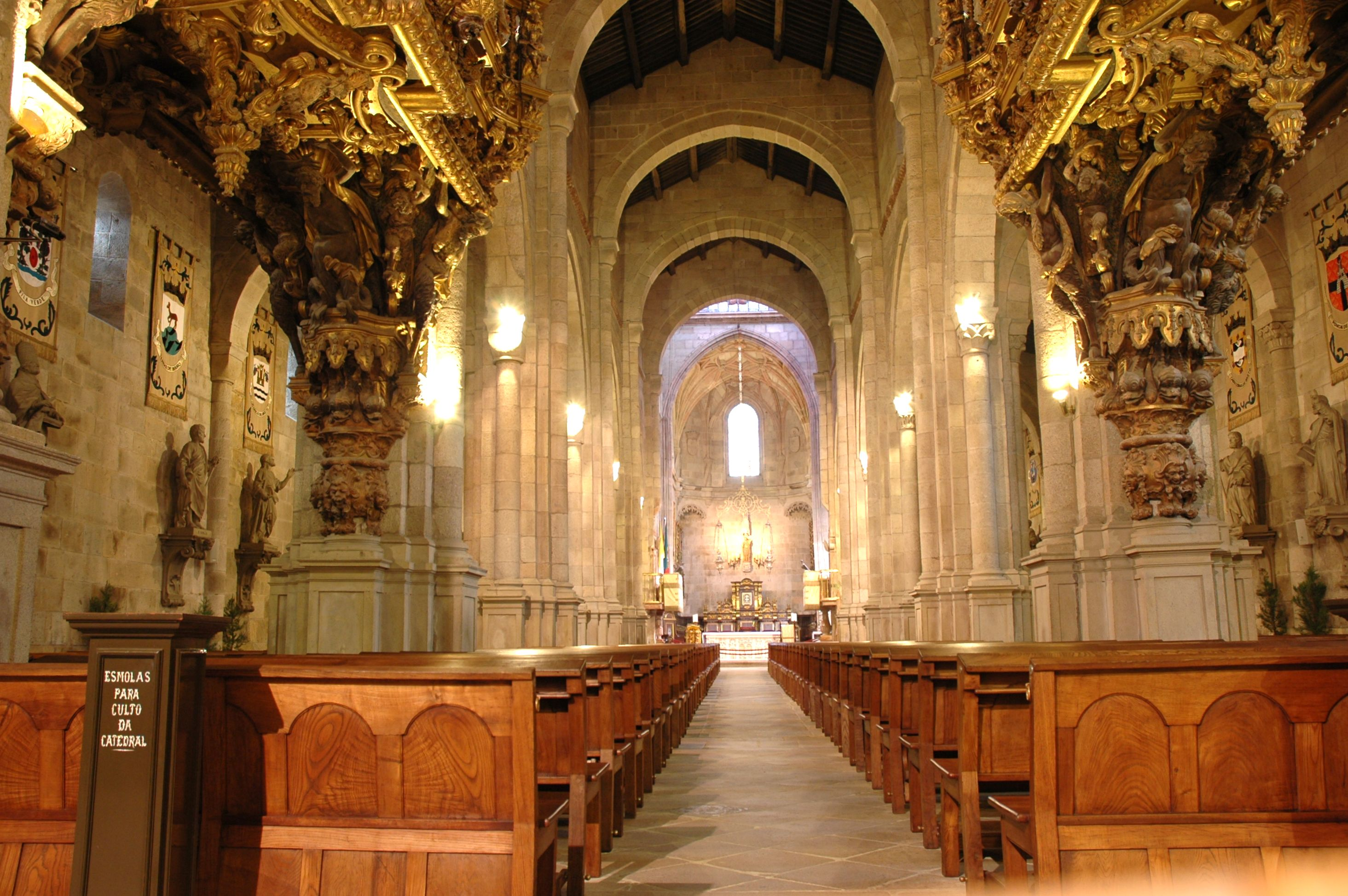
Interior de la Catedral de Braga.